# Observatório de Paris

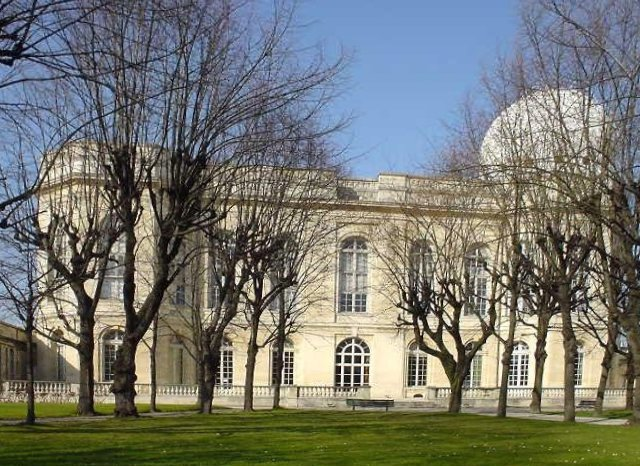
Observatório de Paris

O Observatório de Paris (em francês Observatoire de Paris) é o mais importante observatório astronômico da cidade de Paris, França, nascido de um projeto de 1667. Equipado com instrumentos que permitissem e elaboração de cartas para a navegação. Ele foi criado em complemento da Academia Francesa de Ciências, fundada em 1666. 
O observatório de Paris teve um papel muito importante na astronomia ocidental. Foi lá que nasceram ciências como a geodesia, a cartografia e a meteorologia. 
Atualmente, o observatório de Paris têm instalações em três diferentes localidades: Paris, Meudon e Nançay.

## História
Sob pressão de numerosos cientistas e, notavelmente, de Adrien Auzout, que escreveu, em 1665, uma carta ao rei Luís XIV para lhe pedir a criação imediata de uma "companhia das ciências e das artes".
Em 1666, Luis XIV e Jean-Baptiste Colbert fundaram a Academia Real de Ciências (Académie Royale des Sciences). Logo em seguida, em 22 de setembro de 1666, foi decidida a criação do observatório real, que mais tarde se tornaria o observatório de Paris. Ele deveria servir de lugar de reunião e de realização de experimentos científicos para todos os acadêmicos. Mas em razão do seu afastamento da Paris da época, somente os astrônomos o utilizaram.
Em 21 de junho de 1667 (dia do solstício de verão), os matemáticos da Academia traçaram sobre o terreno, no lugar da construção atual, o meridiano e outras direções necessárias para a implantação exata do edifício concebido pelo arquiteto e médico Claude Perrault (irmão de Charles Perrault, secretário de Colbert). O plano mediano do observatório definiria a partir de então, o meridiano de Paris. Em 1669, Colbert chamou Jean-Dominique Cassini para dirigir o observatório, o qual efetuou algumas modificações no prédio.
As instalações do observatório em Meudon foram feitas no lugar onde ficava o antigo Château de Meudon.

### A dinastia dos Cassini

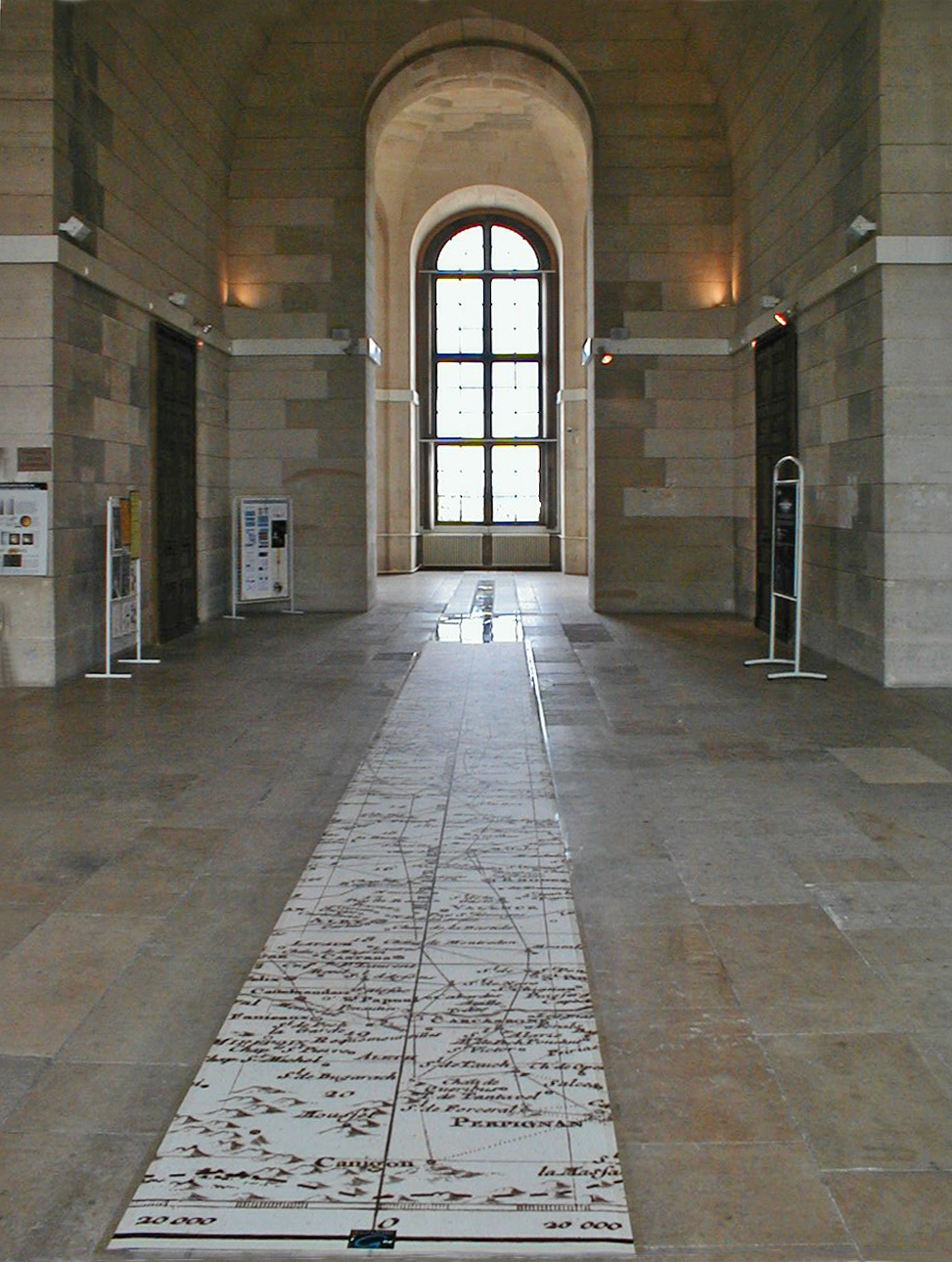
Sala Meridian (ou Sala Cassini) do Observatório de Paris. O Meridiano de Paris está traçado no chão.

O observatório foi dirigido durante seus 125 primeiros anos pela família Cassini:
- Jean-Dominique Cassini (Cassini I), de 1669 à 1712 lhe deu uma expansão rápida. Durante este período,  grandes astrônomos como Huygens, Roëmer e outros, frequentaram o observatório. Jean Picard efetuou uma medida da curvatura terrestre fundando a ciência da geodésia;
- Jacques Cassini (Cassini II), seu filho, o dirigiu de 1712 a 1756. O observatório estava sob direção da Academia de Ciências. Apesar disso, o seu diretor tinha uma grande independência;
- César-François Cassini (Cassini III também chamado de Cassini de Thury), neto de Cassini I, o dirigiu de 1756 a 1784. Foi durante este período que se desenvolveu os estudos em geodesia e em cartografia;
- Jean-Dominique, conde de Cassini (Cassini IV), o mais novo dos netos, sofreu os assaltos da Revolução francesa e dirigiu o observatório a partir de 1784. Sendo monarquista, ele se demitiu em 1793.

Todos os Cassini estavam muito presentes no seio do observatório, até mesmo moravam em suas instalações.

### Lista de diretores
- Giovanni Cassini (1671-1712)
- Jacques Cassini (1712-1756)
- César-François Cassini de Thury (1756-1784)
- Jean-Dominique Cassini, conde de Cassini (1784-1793)
- Joseph Lalande (1795-1800)
- Pierre Méchain (1800-1804)
- Jean Baptiste Joseph Delambre (1804-1822)
- Alexis Bouvard (1822-1843)
- François Arago (1843-1853)
- Urbain Le Verrier (1854-1870)
- Charles-Eugène Delaunay (1870-1873)
- Urbain Le Verrier (1873-1877)
- Amédée Mouchez (1878-1892)
- Félix Tisserand (1892-1896)
- Maurice Loewy (1896-1907)
- Benjamin Baillaud (1908-1926)
- Henri-Alexandre Deslandres (1926-1929)
- Ernest Esclangon (1929-1944)
- André Danjon (1945-1963)
- Jean-François Denisse (1963-1967)
- Jean Delhaye (1967-1971)
- Raymond Michard (1971-1976)
- Jacques Boulon (1976-1981)
- Pierre Charvin (1981-1991)
- Michel Combes (1991-1999)
- Pierre Couturier (1999-2003)
- Daniel Egret (2003-2011)
- Claude Catala (2011-2020)
- Fabienne Casoli (2020-)